# Moritz Jahn (Schauspieler)
Moritz Jahn (* 17. April 1995 als Moritz Glaser) ist ein deutscher Schauspieler und Musiker aus Hamburg.

## Leben
Moritz Jahn wurde als „Karol“ in der Kinderkrimiserie Die Pfefferkörner bekannt, bei der er von 2007 bis 2009 als Hauptdarsteller mitwirkte. Seine erste alleinige Hauptrolle erhielt er 2010 in dem zweiteiligen ZDFtivi-Fernsehfilm Prinz und Bottel. Moritz Jahn spielte die Doppelrolle des Calvin bzw. Kevin. 2011 lief der Kinofilm Der Himmel hat vier Ecken an, in dem er seine erste Kinohauptrolle spielte. 2017 war er in Bettys Diagnose in einer Nebenrolle zu sehen. Dort spielte er einen 17-jährigen, der gesundheitliche Probleme hat. In der deutschen Netflix-Serie Dark (2017–2020) spielte Jahn die Rolle des Jugendlichen Magnus Nielsen.
2019 saß er beim Bundesfestival junger Film in St. Ingbert unter anderem neben dem Regisseur Andreas Dresen und der Schauspielerin Lucie Hollmann in der Jury.
Seit 2018 tritt Moritz Jahn auch als Musiker auf. Seine Band besteht aus ihm (Gesang und Gitarre), Robert Köhler (Bass, Akkordeon, Gesang), Sebastian Scheipers (Gitarre, Gesang), Jannis Reiher (Schlagzeug), Henning von Hertel (Gitarre, Mandoline). Seinen ersten Auftritt feierte er beim Elbenwald Festival.

## Filmografie
- 2007–2008: Die Pfefferkörner (Fernsehserie)
- 2010: Prinz und Bottel (Fernsehfilm)
- 2011: Der Himmel hat vier Ecken (Kinofilm)
- 2011: Inga Lindström – Die Hochzeit meines Mannes (Fernsehfilm)
- 2013: Mein Sommer '88 – Wie die Stars die DDR rockten (TV-Doku)
- 2013: Stiller Abschied (Fernsehfilm)[4]
- 2013: Großstadtrevier (2 Folgen, Folge: Beatlemania, Folge: Das Phantom)
- 2014: Die Schneekönigin
- 2015: Organversagen (Kurzfilm)
- 2016: Morgen hör ich auf (Fernsehserie)
- 2016: Offline – Das Leben ist kein Bonuslevel[5]
- 2016: Deus Ex Macchina (Kurzfilm)
- 2017: Bettys Diagnose (Staffel 3, Folge 2 als Florian)
- 2017: SOKO Köln (Folge: Verbrannt)
- 2017: Familie ist kein Wunschkonzert (TV-Film)
- 2017: Abgestempelt (7 Folgen)
- 2017: Tod im Internat
- 2017: Notruf Hafenkante (Folge: Fremder Vater)
- 2017: Tatort: Der Fall Holdt
- 2017–2020: Dark (Fernsehserie, 18 Folgen)
- 2018: Kommissarin Heller – Vorsehung
- 2019: Get Lucky – Sex verändert alles
- 2020: Tatort – Kein Mitleid, keine Gnade (Fernsehreihe)
- 2021: Nahschuss
- 2022: Wir könnten genauso gut tot sein
- 2022: SAS: Rogue Heroes (Fernsehserie)

## Diskographie
- Voll im Leben (2011)
- Goliath – Live Session (Single, 2019)
- Back to The Roots (Single, 2019), Titelsong zum Film Get Lucky – Sex verändert alles
- Love, Hate, and The Mistakes Of A Lifetime (Single, 2019)
- Part Of The World (Single, 2019)
- Time (Single, 2019)
- Love, Hate, and The Mistakes Of A Lifetime (EP, 2019)
- GHoST – Live Session (Single, 2020)
- Boston II (Single, 2020)
- Blue Blue Moon (Single, 2020)
- Rascals (EP, 2020)
- Emerald Beauty (Single, 2020)
- 2Nd Salt (2020)
- Burning Rivers (2020)